# De hamer van Thor (Suske en Wiske)
De hamer van Thor is een kort verhaal uit de reeks van Suske en Wiske. Het verhaal is niet voorgepubliceerd en verscheen in het stickeralbum dat is uitgegeven ter gelegenheid van het vijftigjarig bestaan van de stripreeks.

## Locaties
Dit verhaal speelt zich af op de volgende locaties:
- Noorwegen

## Personages
In dit verhaal spelen de volgende personages mee:
- Suske, Wiske, tante Sidonia, Lambik, Jerom, professor Barabas, Krimson, Vikingen, Thor

## Het verhaal
De vrienden zijn in Noorwegen en zoeken de verloren hamer van Thor, Mjöllnir. Een inscriptie op een Viking-schild heeft hen naar de plek van een vroegere nederzetting van de Vikingen gebracht. 's Nachts wordt Wiske ontvoerd door een kobold, dit wordt pas de volgende ochtend ontdekt door de vrienden. Er doemt een vikingschip op en Wiske is vastgebonden aan het boegbeeld. De kobold is op het schip en wil Wiske ruilen voor de hamer van Thor. Suske zwemt naar het schip en bevrijdt Wiske. Jerom vecht op de oever met de Vikingen. Een hamer verwoest een muurtje en dan vliegt Mjöllnir de lucht in. Suske ontdekt dat Krimson zich heeft vermomd als kobold, hij wil de hamer die staat voor kracht en macht. Professor Barabas is blij met de hamer van Thor, hij kan nu eindelijk bewijzen dat Goden bestaan. Dan begint het water te kolken en Thor verschijnt in de wolken. Hij is dankbaar zijn verloren hamer terug te hebben en verdwijnt. Professor Barabas is teleurgesteld; hij heeft geen enkel bewijs meer. Lambik zegt dan dat iedereen heeft gezien dat Thor tegen hem gesproken heeft.

## Achtergronden bij het verhaal
In de stripreeks van De Rode Ridder is ook een album verschenen met de naam De hamer van Thor.